# اختطاف (فلم 2008)

## ملخص الفيلم
تختطف ابنة رجل الأعمال فيكرانت راينا (سانجاي دوت) . بعد مشادة كلامية مع أمها مما جعلها تترك المنزل وسبب المشادة إنها أرادت ان يحضر والدها لعيد ميلادها، علماً إن أبواها منفصلان، وبعد هذا خرجت الفتاة للسباحة في البحر حتى اختفت من الأنظار، ولما استفاقت وجدت نفسها مختطفة.

## الممثلون والشخصيات
- عمران خان بدور : كبير شارما
- مانيشا لامبا بدور : سونيا راينا
- سانجي دوت بدور : فيكرانت راينا

## وصلات خارجية
- مقالات تستعمل روابط فنية بلا صلة مع ويكي بيانات